# Jan (Ćulibrk)
Jan, imię świeckie Neven Ćulibrk (ur. 16 kwietnia 1965 w Zenicy) – serbski biskup prawosławny. 

## Życiorys
W 1991 wstąpił jako posłusznik do monasteru Savina, w roku następnym przeniósł się do monasteru w Cetyni i tam w 1993 złożył wieczyste śluby mnisze. 31 października 1995 metropolita Czarnogóry i Przymorza Amfilochiusz wyświęcił go na hierodiakona, zaś w 1997 – na hieromnicha. Od wymienionego roku jest odpowiedzialny za współpracę między instytucjami kulturalnymi i rządowymi Włoch a Serbskim Kościołem Prawosławnym w zakresie ochrony zabytków serbskiej sztuki sakralnej. Występował również na konferencjach międzynarodowych poświęconych problemowi Kosowa. Od 1993 do 2003 wykładał literaturę, język serbski i język słoweński w seminarium duchownym w Cetyni. Od 1998 współpracuje z czarnogórskim prawosławnym radiem Svetigora, prowadzonym przez metropolię Czarnogóry i Przymorza. Od 2003 do 2005 żył w klasztorze św. Jerzego Chozewity (w jurysdykcji Patriarchatu Jerozolimskiego). 
Jego chirotonia na biskupa liplańskiego, wikariusza patriarchy Serbii miała miejsce 4 września 2011, na podstawie wydanej w maju tego samego roku nominacji.
Ukończył studia w zakresie języków i literatur południowosłowiańskich na uniwersytecie w Banja Luce. Następnie uzyskał dyplom na kierunku teologia w Akademii Teologicznej w Srbinju (studia rozpoczynał w Belgradzie). Ukończył również studia w zakresie kultury żydowskiej w Jerozolimie. Biegle posługuje się językami angielskim, rosyjskim i hebrajskim, w mniejszym stopniu opanował język niemiecki, język grecki oraz kilka języków słowiańskich. 
Jest autorem artykułów poświęconych współczesnym mediom, muzyce i kulturze, pojęciom post- i supramodernizmu.
Decyzją Soboru Biskupów, która odbyła się 14–24 maja 2014 r. został mianowany biskupem slawońskim.